# Lissodrillia schroederi
Lissodrillia schroederi is een slakkensoort uit de familie van de Drilliidae. De wetenschappelijke naam van de soort is voor het eerst geldig gepubliceerd in 1939 door Bartsch & Rehder.